# Ожје Гилен де Бизбек
Ожје Гилен де Бизбек (лат. Augerius Gislenius Busbequius, 1520 / 1521. у Комен – 1592. у близини града Руана ). је био фламански писац, хербалиста и дипломата.

## Биографија
Рођен је у Комину као ванбрачни син господара грофовије Бузбек Жоржа Гислена и његове слушкиње Катарине Хеспиел. Бузбек и Комин били су у то време у саставу шпанске западне Фландрије, провинције Светог римског царства; сада је то област француског Department du Nord. Жорж Гислен је имао још троје законите деце, а сам Аугер ће касније бити прихваћен као законити потомак актом Карла V. Дипломатска каријера била је редован позив у породици те је такав ангажман следовао и младом Бузбеку.
Почетно образовање стекао је у Комину где се нашао под јаким утицајем Жоржа Халуина, веома ученог човека и пријатеља Еразма Ротердамског. Халуин је поседовао огромну библиотеку а познат је по преводу Еразмове Похвале лудости на француски језик. Потом похађа чувени универзитет у Лувену. Након пет година блиставих студија даље се усавршава на универзитетима у Паризу, Болоњи и Падови. Круна образовања јесу његове студије код Батисте Егнација у Венецији, пријатеља и сарадника Еразмовог.
По повратку у Фландрију ступа у дипломатску службу. Бузбек 25. јула 1554. присуствује у Винчестерској катедрали венчању Филипа II од Шпаније и Марије Тјудор, као члан свите Дон Педра Ласа од Кастиље, изасланика краља Фердинанда. Сам Фердинанд именује Бузбека за аташеа и то је његова прва дипломатска мисија. Његова спрема, поред изврсног образовања које је стекао, чинила је и знање шест језика које набраја Гвичардини: поред матерњег фламанског, говорио је латински, италијански, француски, шпански, немачки и словенски. Неколико дана по повратку из Енглеске, Фердинанд га именује за амбасадора код Сулејмана Величанственог, владара Османског царства; у тој мисији, повремено веома опасној, Бузбек ће провести неколико година, тако да се у Фландрију неће вратити пре 1562.
Вративши се у Фландрију, Бузбек постаје саветник на Фердинандовом двору у Бечу и тутор синова потоњег цара Максимилијана II; уследила је и титула витеза. Потом је гардијан Елизабете Аустријске, Максимилијанове кћери и удове краља Шарла IX, познатог по Бартоломејској ноћи. Настављајући да служи Аустријској монархији бави се ситуацијом у Француској током верских ратова и о томе извештава Рудолфа II, наследника Максимилијановог. Коначно, 1592. године, добија дозволу да се повуче из јавне службе. Напушта Париз и упућује се ка родној западној Фландрији. На путу су га напали и оробили припадници Католичке лиге, у околини Руана. Бузбек умире неколико дана касније; сахрањен је у капели у Сен Жермен су Каји, а његово срце доцније је балсамовано и послато у породичну гробницу у Бузбеку.

### Хуманиста XVI века
Бузбек је образовани Европљанин, хуманиста XVI века. Премда под теретом дипломатских обавеза и повремено у озбиљним ситуацијама, нарочито у мисији у Османском царству, налазио је времена за истраживање културе, биљног и животињског света, и свега што би могло да буде занимљиво – dignum cognitu. Нарочито је био посвећен изучавању остатака њему драге античке културе. У проласку кроз данашњу Анкару открио је скоро целовити текст Res gestae divi Augusti, натпис који је Октавијан Август отпослао широм тадашњег Римског царства са приказом свог живота и деловања. Више од две стотине књига и рукописа које је донео са собом са територије бивше Византије, а тадашњег Османског царства, и данас се налазе по европским библиотекама; највреднија књига јесте примерак Диоскоридове De materia medica из VI века; пошто сам није био у могућности да га откупи од власника, због превисоке цене, откупио га је Фердинанд па Vienna Dioscorides и данас има своје место у Националној библиотеци Аустрије. Бузбек је заслужан за преношење лале у Европу. Луковице познатог цвета које је донео са истока предао је Шарлу Делеклизу , који је, као управник Ботаничке баште у Бечу, успео да одгаји неколико примерака у европским условима. Делеклиз потом прелази у Низоземску и узгаја лале као главни ботаничар у Hortus botanicus Универзитета у Лајдену. Локални становници били су веома брзо привучени необичним цветом, долази потом и до провалне крађе у башту након које се цвет проширио целом земљом. 

#### Писма из Турске - Augerii Ghislenii Busbequi Legationis turcicae Epistolae quatuor
Своја повремено драматична али веома богата и садржајна искуства из мисије у Османско царство, Бузбек је сабрао у четири писма на латинском језику. Премда постоје одређена несагласја у датирању писама, што се вероватно има приписати каснијем редиговању и припремама за објављивање, она представљају један од највреднијих европских наративних извора за познавање прилика у царству током његовог најсјајнијег периода – доба владавине Сулејмана Величанственог. Само одређени делови, у првом писму, припадају путописној прози; остатак су белешке и мемоари дипломате настали знатно касније од доба које описује. Такође, писма представљају и аутобиографски дискурс. Форма писма, упућених такође хабзбуршком дипломати Николи Мишоу (Nicolas Michault), представља део ауторове стратегије у расподели материјала до којег је дошао из прве руке и непосредно. Поред властитих дипломатских напора, Бузбек даје увид у различите аспекте османског живота. С посебном пажњом описане су прилике у породици Сулејмановој, нарочито његови односи са синовима Мустафом и Бајазитом. Поред тога, дипломата је задивљен османском супериорношћу у то доба. Општи став који би могао да буде читан у оријенталистичком кључу одсутан је, а повремени неспоразуми и незгоде међу људима различитих култура и вера дају се у крајње конкретним околностима. Текст обилује анегдотама, мноштвом података о практично свим сферама живота и културе. Пролазећи кроз наше крајеве даје податке о земљи и становништву; на њих је први упутио Чедомиљ Мијатовић . Коначно, премда се сам Бузбек жали свом саговорнику на недотераност стила и писање у журби, у питању је једна заокружена књижевна креација и блистави пример европске прозе на латинском језику. Прво штампано издање појавило се у Антверпену 1581, у штампарији Кристофа Плантина; потом су уследила и друга издања те преводи на европске језике.
Српски превод: Аугер Гислен де Бузбек, Писма из Турске, прев. Дејан Ацовић, Карпос, Лозница, 2013.